# 磷酸肌醇3-激酶
磷酸肌醇3-激酶（英語：Phosphoinositide 3-kinase, PI3Ks）又叫磷脂醯環己六醇3-激酶（英語：英語：），是一個參與諸如細胞生長、增殖、分化、移動、存活和胞內運輸等細胞功能的酶家族，從而也參與癌症。

磷酸肌醇3-激酶是由細胞內能夠磷酸化磷脂醯環己六醇的肌醇環3號位置羟基基團的相關信号转导酶組成的一個家族。擁有癌基因PIK3CA（P110α）和抑癌基因PTEN的途徑不僅影響腫瘤細胞對胰岛素和胰岛素样生长因子1的敏感性，還影響攝熱量限制。